# The Black Heart Procession
The Black Heart Procession (poprawną formą jest również The Blackheart Procession) – zespół z San Diego w Kalifornii, grający muzykę z gatunku indie rock. Powstał w 1997 roku, a jego twórcami są Pall Jenkins (również członek nieaktywnego już projektu Ugly Casanova) oraz Tobias Nathaniel (obydwaj grają w zespole Three Mile Pilot). Grupę często zasilają Mario Rubalcaba, Jason Crane, Joe Plummer, Dimitri Dziensuwski oraz Jimmy LaValle. 
The Black Heart Procession to zespół, którego muzyka ma charakter znacznie wykraczający poza ramy swojego gatunku. Grupa ta wykorzystuje szeroki wachlarz instrumentów, poczynając od rockowych, poprzez elektroniczne keyboardy, na samplerach kończąc. Pall Jenkins znany jest również ze swoich umiejętności grania na pile. Gatunek grany przez zespół określa się jako indie gothic lub mroczny indie rock.
Każda z ich płyt (od 1 poprzez Amore Del Tropico) opiera się na odmiennej koncepcji, która stanowi motyw przewodni całego albumu. Pewnym odstępstwem od tej reguły jest utwór The Waiter – w obecnej chwili składa się on z pięciu części, z których każda znajduje się na osobnej płycie. Na płycie zatytułowanej The Spell, zespół zdaje się powoli oddalać od koncepcji powiązanych ze sobą albumów, przynajmniej pod względem muzycznym - ich ostatnie utwory coraz bardziej przypominają utwory radiowe, aczkolwiek nadal utrzymuje się w nich bardzo specyficzna dla tego zespołu nuta.

## Dyskografia
- 1 - (1998)
- 2 - (1999)
- A Three Song Recording (Single) - (1999)
- Fish the Holes on Frozen Lakes (Single) - (1999)
- Three - (2000)
- Amore Del Tropico - (2002)
- In the Fishtank 11 (with Solbakken) (2004)
- The Spell (2006)
- Six (2009)
- Blood Bunny / Black Rabbit - (2010)